# 欧洲城
欧洲城（EuropaCity） 是位于法国巴黎市郊的文旅项目， 计划于2024年开业。 该项目由法国房地产公司Immochan和中国投资公司万达集团联合开发。 目前对外宣布为80万平方米的集文化、娱乐和零售为一体的文旅中心，选址在巴黎北部的戈内斯三角地。 项目的主要目标是将人口密集的城市和开放的空间相结合。 项目设计采取全球范围内邀请竞标，Bjarke Ingels Group在2013年春季夺冠。

## 位置
项目位于巴黎北郊的戈内斯三角地。 该区域是目前以农业为主，并且位于从 查尔斯戴高乐机场 到 巴黎 沿线，交通十分繁忙。 欧洲城的建立将成为戈内斯三角洲城市项目的一部分。
该项目目的是提供巴黎城市，郊区和周边农田之间的联系。 理想的项目设计是通过创造一个密集的城市发展来促进多元化和相互依存的领域之间的联系。此外，项目将力求将城市效率与健康乡村生活相结合。

## 设计竞赛
四支参赛团队获邀参与欧洲城的设计竞标：Bjarke Ingels Group (丹麦)， Manuelle Gautrand (法国)中， Snøhetta (挪威)，和 Valode和Pistre (法国).

## 设计计划
获胜的欧洲城设计为中心的视觉的"结合了密集的城市和开放的风景"的城市项目。 EuropaCity将是欧洲"最大的文化、商业和休闲目的地"。 巨大的项目将花费大约20亿美元建造，包括500家商店、宾馆、娱乐公园，以及水和冰雪的娱乐设施。 据估计将增加17 500个工作岗位，一年吸引客流多达3000万人次。整体设计理念通过文化和生活体现欧洲的多元化，并以此开展活动。为了能吸引更多游客，法国的高速公交系统RER将途径欧洲城。所有环形交织街道都是模仿巴黎建设。除了RER，公共自行车和公交系统都将引入欧洲城。屋顶设计为一个绿色公园，有山川河流，不仅可以欣赏巴黎的天际线美景，还可以隔热、处理脏水、净化雨水为城市所用。